# Okan (houtsoort)
Okan is een houtsoort afkomstig van Cylicodiscus gabunensis (familie Leguminosae). Deze boom komt voor in tropisch West-Afrika. België voert vooral in vanuit Kameroen, Gabon, Ivoorkust  en Ghana.
Het is kruisdradig, met geel tot goudbruin kernhout en lichtroze spinthout. Het biedt sterk weerstand tegen paalworm. In natte toestand scheidt het een specifieke, eerder onaangename geur af. 
Door zijn hoge duurzaamheid wordt het hout gebruikt als alternatief voor Azobé in bruggenbouw, steigers, grondconstructies en andere zout- en zoetwaterconstructies. Daarnaast ook als dwarsliggers, bodems voor wagons en terrassen. 